# Karacho (Achterbahn)
Karacho ist eine Stahlachterbahn vom Typ Launched Coaster, im Erlebnispark Tripsdrill im baden-württembergischen Cleebronn. Die Bahn wurde am 10. Juli 2013 eröffnet. Hergestellt wurde sie vom deutschen Hersteller Gerstlauer Amusement Rides.
Für den Bau der 30 Meter hohen und 700 Meter langen Stahlachterbahn wurden 15.100 Kubikmeter Erde abgetragen. Zum Abstützen der Konstruktion kommen 130 Stahlstützen zum Einsatz.
Karacho besitzt keinen Lifthill, da der Antrieb ausschließlich über Linearmotoren (LSM) erfolgt. Die Wagen werden dabei auf der Abschussstrecke in 1,6 Sekunden auf 90 km/h beschleunigt und durchfahren vier Inversionen. Die vier zweireihigen Wagen für acht Personen haben dabei keine Schulterbügel. Die Mitfahrer werden ausschließlich mit Schoßbügeln gehalten. Um den Fahrkomfort zu erhöhen, wurden für Karacho auch die Fahrwerke der bisherigen Wagen mit besserer Federung und größeren Rädern modifiziert.
Die Fahrt ist für Personen ab 125 cm Körpergröße geeignet.
Am 6. Juni 2013 wurde das letzte und höchste Stück des Top-Hats montiert und die Bahn feierte somit Schienenschluss.

## Auszeichnungen
2014 wurde der Erlebnispark Tripsdrill und der Hersteller Gerstlauer für die Achterbahn mit dem Neuheitenpreis „FKF-Award 2013“ des Freundeskreises Kirmes und Freizeitparks e. V. ausgezeichnet. In der Begründung wurde die Weiterentwicklung des Eurofighters und das interessante Layout der Bahn gelobt.